# Dubbelgangerbundelzwam
De dubbelgangerbundelzwam (Pholiota limonella) is een schimmel behorend tot de familie Strophariaceae. Hij leeft parasitair, op zowel loof- als naaldhout in gemengd bos op leemgrond.

## Kenmerken
Hoed
Deze paddenstoel heeft een hoed met een diameter van 3-13 cm. De vorm is eerst gewelfd, daarna klokvormig en ten slotte bijna vlak wordt. De hoed is plakkerig of slijmerig, oranjegeel tot geel, bedekt met bruine tot roodbruine schubben die snel verspreid raken en vaak gelatiniseren. Deze schubben verdwijnen of vervagen naarmate de paddenstoel rijpt. Met KOH kleurt de hoed rood tot oranje op het oppervlak. 
Lamellen
De lamellen zijn aan de steel gehecht, dicht op elkaar, witachtig tot geelachtig als ze jong zijn en veranderen naar roestbruin naarmate ze ouder worden. Aanvankelijk zijn ze bedekt met een witachtig tot geelachtig, spinachtig dekvlies.
Steel
De steel is 4-15 cm lang en tot 2 cm dik, droog of plakkerig bij de basis, zijdezacht bij de top, met een fragiel ringetje of ringzone (vaak niet duidelijk zichtbaar). Het oppervlak varieert van witachtig tot geelachtig onder roodbruine tot bruinachtige of geelbruine schubben die verspreid of dicht opeengepakt kunnen zijn, soms bedekt de basis met witachtige mycelium.
Geur en smaak
Het vruchtvlees is geel of witachtig van kleur, zonder een onderscheidende geur of smaak.
Sporenprint
De sporenprint is roestbruin tot bruin van kleur.

### Microscopische kenmerken
De sporen zijn glad, min of meer elliptisch van vorm, met een apicaal porie en bruinachtig in KOH en 6-9 × 4-5,5 µm. De pleurocystidia zijn knotsvormig tot knotsvormig-mucronaat, vaak met groenachtig gele inhoud (chrysocystidia) en meten tot 65 × 13 µm. De cheilocystidia variëren van vorm en meten tot 45 × 16 µm. De pileipellis bestaat uit een geleiachtige laag van hyfen van 2,5-7,5 µm breed. Er zijn gespen aanwezig.

## Verspreiding
De dubbelgangerbundelzwam is wijd verspreid in Noord-Europa en komt met name voor op berk (Betula) en els (Alnus). In Centraal-Europa is hij zeldzaam en is daar vooral te vinden op naaldhout (den, spar, zilverspar). In Nederland komt hij vrij zelzaam voor. Hij staat op de rode lijst in de categorie 'gevoelig'.

## Fotos

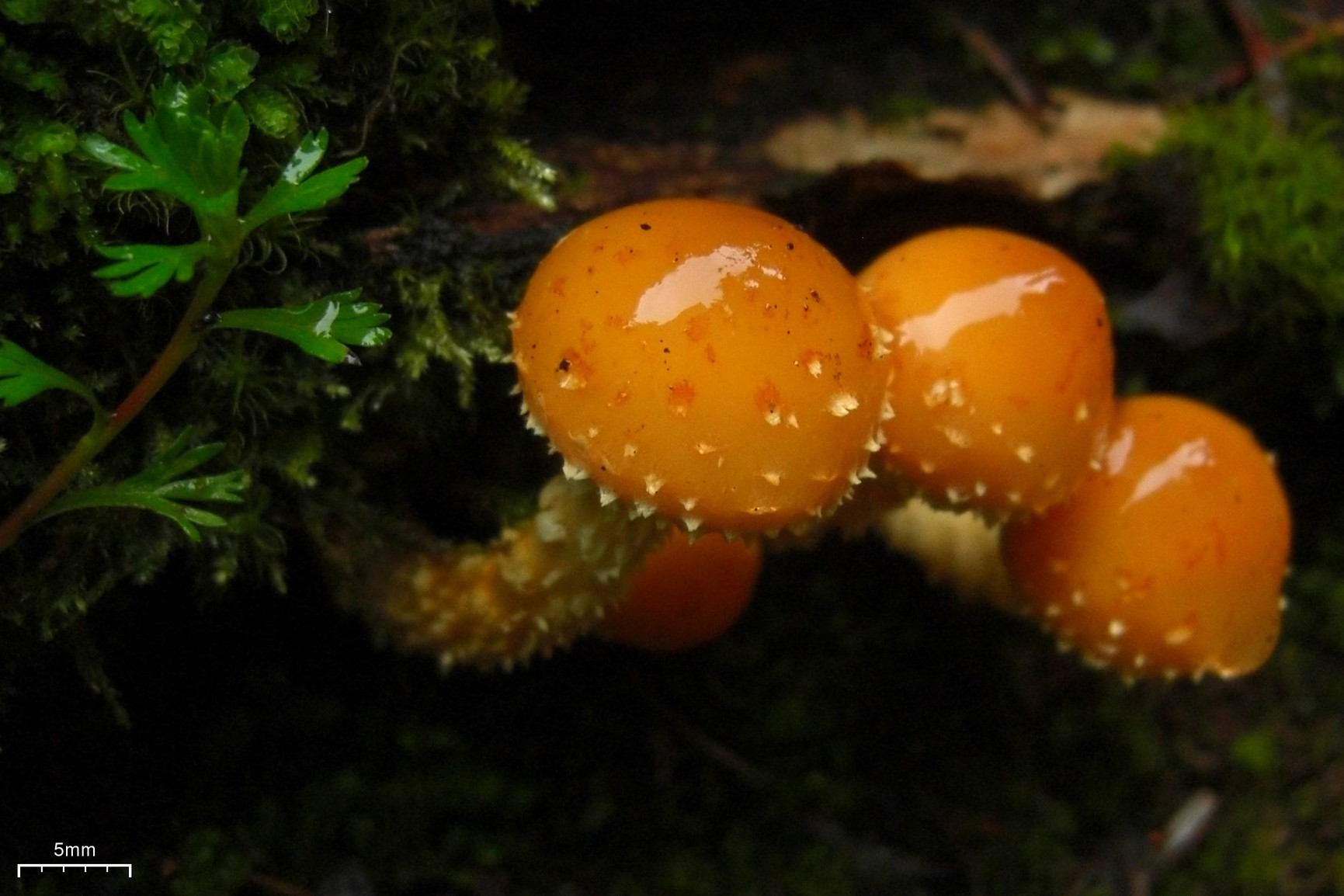
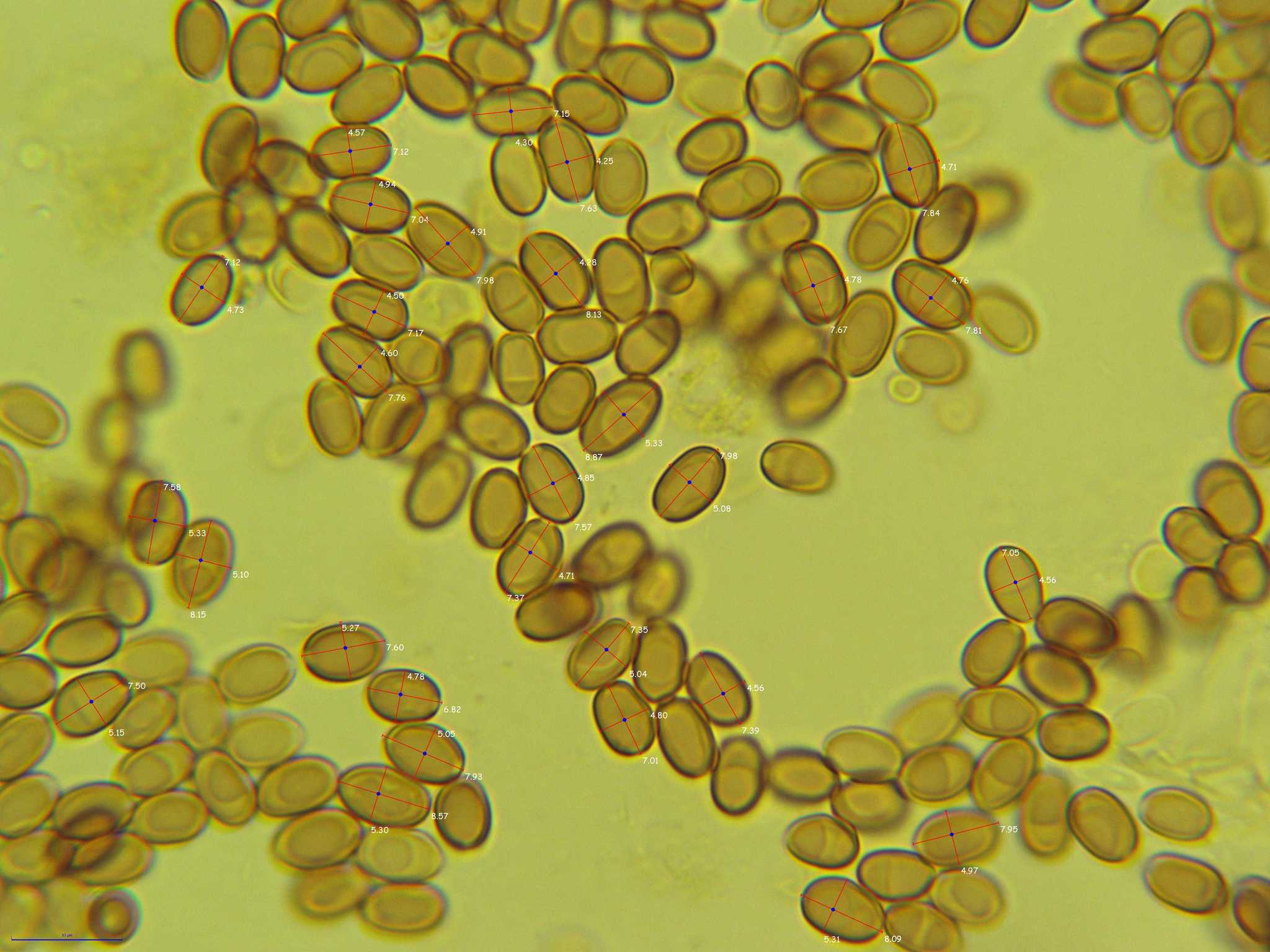
Sporen
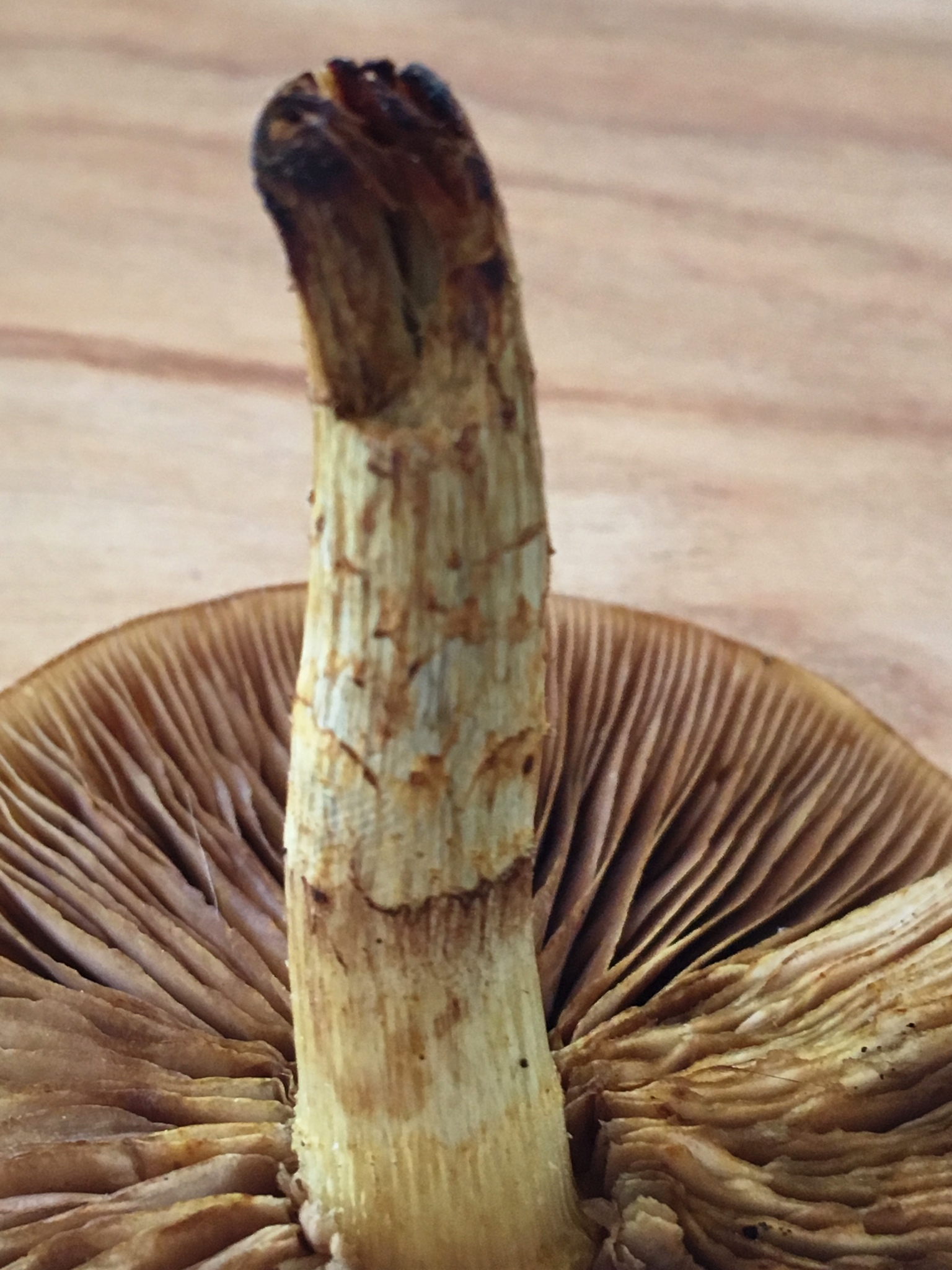
Lamellen